# Dacia (római provincia)

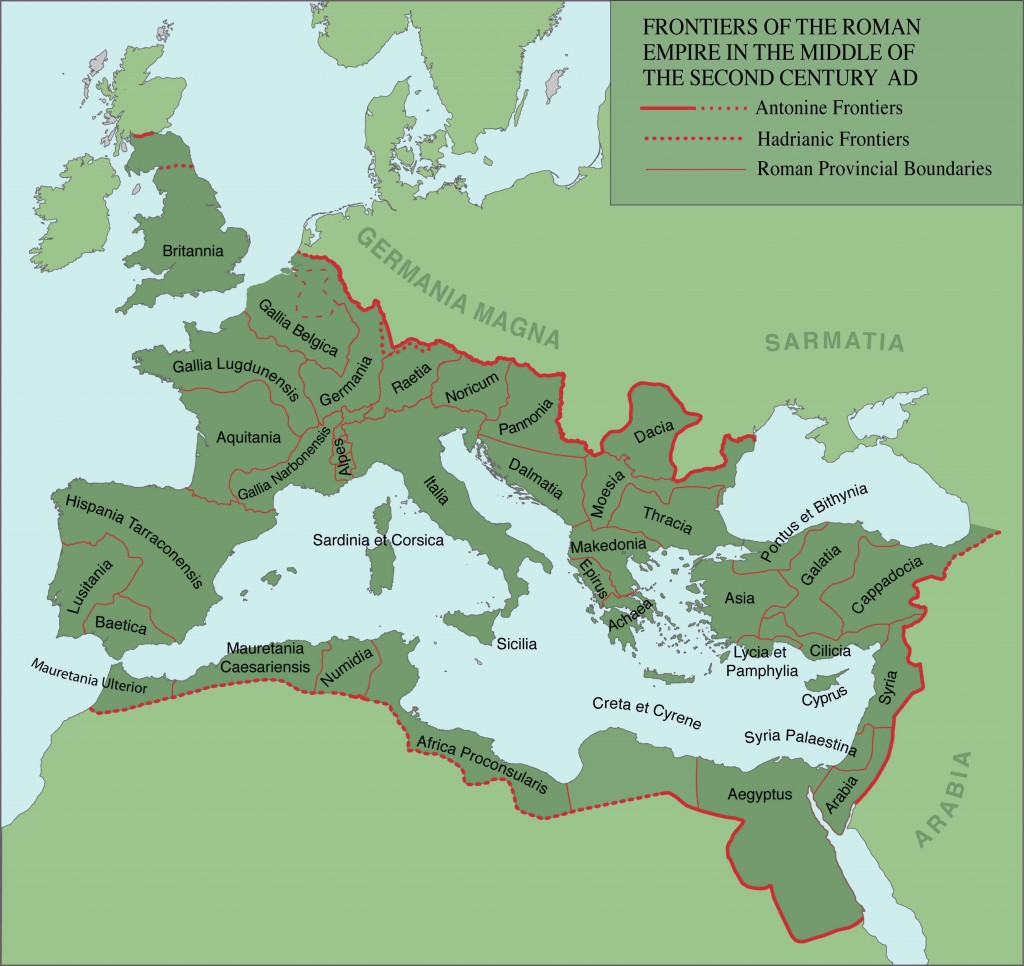
Dacia fekvése a Római Birodalmon belül 107-ben

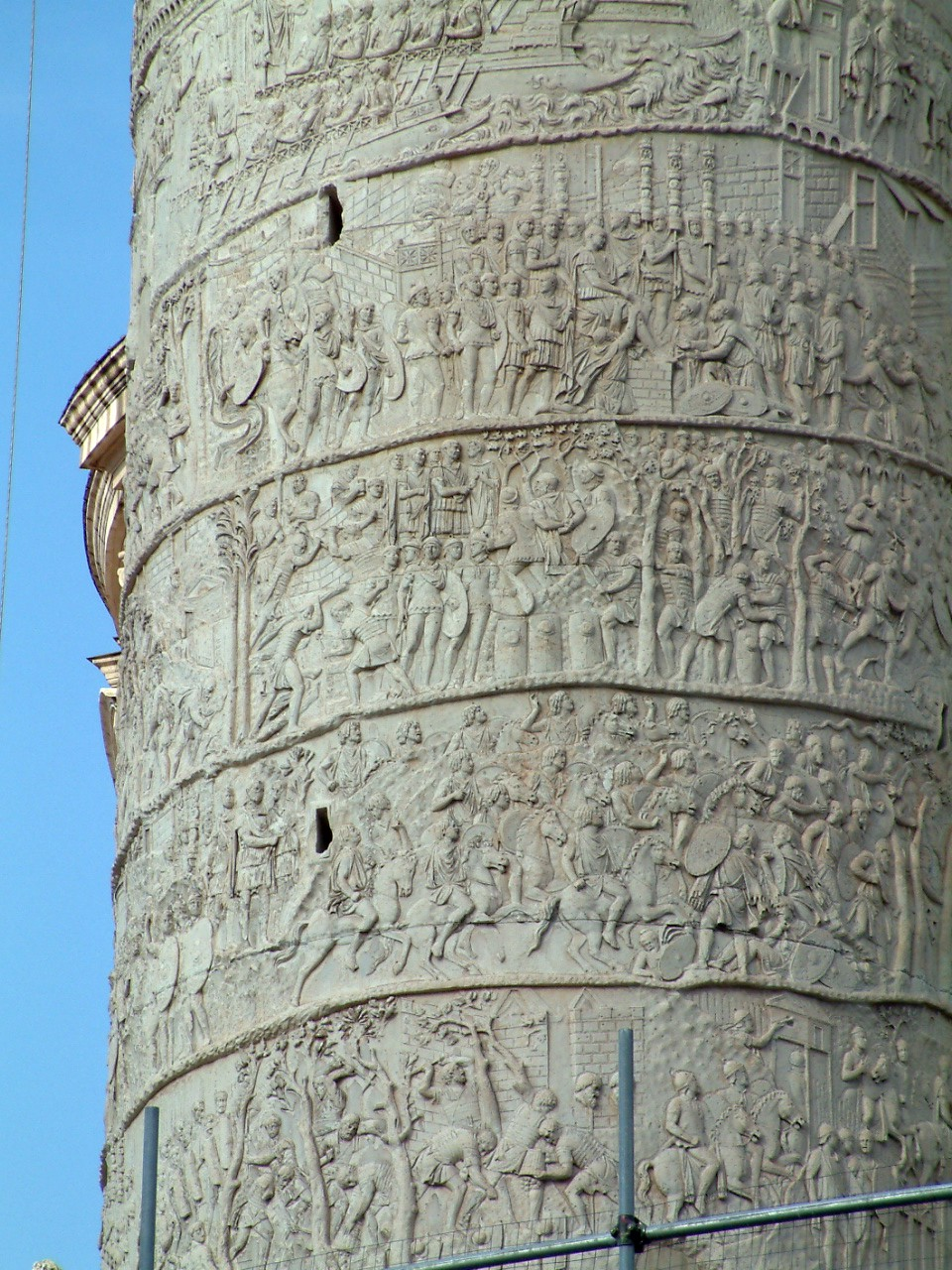
A római Traianus-oszlop spirális domborműszalagja 23 fordulatával Traianus két daciai hadjáratának eseményeit örökíti meg

Dacia Kr. u. 106 és 271 között római provincia volt, amely a mai Erdély nyugati és déli részét, a Bánság keleti területét és Olténiát foglalta magába. Székhelye Ulpia Traiana Sarmizegetusa volt. Egyike volt az utolsó római provinciáknak és az első volt, amelyet a Római Birodalomnak fel kellett adnia. A provincia alig 170 éves fennállása alatt a területen több ezer kilométeres úthálózat, tíz városias település, közel száz katonai erődítmény és több ezer római felirat, szobor és kistelepülés keletkezett, amely alapját képezte a középkori települések létrejöttének.

## A terület meghódítása
A Kárpát-medence keleti részével a rómaiak már a Kr. e. I. század óta élénk gazdasági és diplomáciai kapcsolatban álltak.
Jelentősebb események:
- La Tène korszak (IA, IB, IIA, IIB, IIC) második fele (Kr. e. 150 – Kr. u. 106): intenzív dák-római kapcsolatok
- Kr. e. 109-106: a dákok és szkordiszkusok harca M. Minucius Rufus ellen (Frontonius Strat. II.4.3.). Rubobostes (Burebista?) felemelkedése
- Kr. e. 74: C. Scribonius Curio összetűzése a dákokkal a Dunánál (Florus)
- Kr. e. 60: kelta területek elfoglalása Burebista királysága által (Púchov kultúra-Zemplin oppiduma az anartesek területén)
- Kr. e. 55: Burebista a pontusi görög városokat támadja
- Kr. e. 48: tárgyalások Pompeius Magnussal
- Kr. e. 13 körül: a dákok Pannóniát támadják. M. Vinicius behatol Daciába
- Kr. u. 69: a dákok támadják Moesia tartományt. Diurpaneus-Decebalus felemelkedése
- Kr. u. 85-86: dák-jazig betörés Moesia területére
- Kr. u. 87: Cornelius Fuscus és az V. Aludae legio legyőzése
- Kr. u. 88: Második Tapae-i csata: Tettius Iulianus győzelme a dákok felett
- Kr. u. 89: kompromisszum Decebalus királlyal (rex amicas)

A terület meghódításának okai között számos érvet felsorakoztathatunk: gazdasági (érclelőhelyek, só, erdő, rabszolga utánpótlás, adók kivetése), katonai és politikai (a dák támadások megszüntetése, római hatalmi struktúra a barbár népességek között) és személyes, császári ideológiai érvek is közre játszottak (Traianus, az új Nagy Sándor expanzív politikája). Elődei sikertelen próbálkozásai után Traianus császár hódította meg a Dák Királyságot két hadjáratban (101-102 és 105-106 között). Sikerült megtörni ellenállásukat és provinciává tenni a területet.

## A terület romanizációja
A provincia romanizálódásának mértéke és tartóssága komoly vita tárgyát képezi a történészek között. A magyar szakemberek általában kismértékűnek és rövid idejűnek tartják, míg a román kutatók szerint teljes és végleges volt. A külföldi történészek között mindkét véleménynek vannak pártfogói. A Dacia területén fennmaradt latin nyelvű tömb elmélete abból az elképzelésből indul ki, hogy a katonák és telepesek tömeges beáramlása a birodalom más részeiről maga után vonta az őslakos dákok nyelvi asszimilációját, és ennek következtében Dacia olyan provinciává vált a 170 évnyi római uralom alatt, ahol a lakosság túlnyomó többsége latinul beszélt. Ennek ellentmond az a tény, hogy az őslakosokat nem irtották ki, nem pótolták őket bevándorlókkal, és csak kevés város létezett. Egy ilyen mértékű asszimiláció Délkelet-Európa más részein – amelyek több mint 500 éven állt voltak római uralom alatt – csak keskeny területi sávokon következett be a nevek nyelvészeti mutatója szerint. Olyan sík területeken, amelyek rendkívül alkalmasak voltak a veteránok letelepedésére, és a városi élet kibontakozására. Ez utóbbi esetekben is feltételezhető azonban, hogy a latin még ezeken a helyeken is csak az ókor vége felé vállt többségi nyelvvé, egy olyan időpontban, amikor Daciában a romanizálás állítólag már régen végbement. Gottfried Schramm rámutatott, hogy a Balkán nagyvárosaiban – ahol a római uralom 500 évig tartott – a lakosság többsége ellenállt a romanizációnak, és továbbra is a helyi barbár nyelveken beszélt, igaz, azok időközben számos latin jövevényszóval gazdagodtak. A latin nyelv olyan időpontban vált többségi nyelvvé ami Dacia kiürítése utánra esett, még az olyan városokban is mint Poetovio, ami katonai tábor és dedukciós kolónia lévén, a romanizálás gócpontja volt.
A romanizálódás támogatói – főleg a román történészek – további változatos érveket szoktak felhozni elméletük alátámasztására. Ezek között vannak történelmileg hitelesek, és puszta koholmányok is. Történelmileg megalapozott az az érv, hogy a helyi lakosság a római légiókkal és telepesekkel való kereskedelem során átvette a latin nyelv használatát. Kevésbé hiteles az az állítás, hogy az őslakosoknak a latin tette lehetővé hogy meg tudják értetni magukat a közigazgatással és a római telepesekkel. Ez azért életszerűtlen, mert az önellátó parasztság életét nem a kereskedelem, vagy a külvilággal való kapcsolat határozta meg. Történelmileg teljesen hiteltelen az az érvelés, mely szerint a római államhatalom rákényszerítette a latin nyelv használatát a parasztságra.
A Dacia romanizálódásáról szóló elmélet tehát azt feltételezi, hogy délkelet-európa többi részéhez képest, ebben a tartományban más, a csak erre a területre jellemző folyamatok zajlottak le: hogy a romanizáció abban a provinciában volt a leggyorsabb, amelyet a rómaiak a legrövidebb ideig tartottak uralmuk alatt, és hogy Dacia esetében a nyelvcsere még a hegyek akadályát is leküzdötte.
A különösen gyors romanizáció egyetlen oka az lehetett volna, ha az őshonos lakosságot teljesen kiirtották volna, vagy a harcok után életben maradt dákok elvándoroltak volna, és helyükre a birodalom belsejéből – Itáliából – hoztak volna telepeseket. E feltevés egyes részei még forrásanyaggal is bizonyíthatóak lennének, ugyanakkor Dacia romanizálódásának képviselői ezt mindig is visszautasították. Az elmélet hirdetői szemében magától értetődő az a feltevés, hogy a harcok befejeztével a dákok és a rómaiak békésen összeolvadtak egymással. A román kutatók természetes módon elutasítják azt a feltevést, hogy ők népirtók leszármazottai lennének. A régészeti kutatások megerősítették, hogy a dákok településeiknek jelentős részében túlélték a leigázást, bármilyen nagy is volt a véráldozatuk, valamint nem sokkal később már a birodalom hadseregében szolgáltak segédcsapatokként.
Ennek részben ellentmondanak a Daciában talált latin nyelvű feliratok. A rövid idejű megszállás ellenére meglepően sok, 3000 darab maradt fenn. A Kerényi András által elvégzett elemzés szerint, az ebből feljegyzett 2600 személynév közül 1860 itáliai-latin, 355 görög, 184 nyugat-balkáni és kelta, további 67 pedig keleti eredetű. Töredékesen maradt fenn 66 név, 17 pedig besorolatlan. Marad egy 51 fős trák vagy dák nevű kisebbség. A román történészek ezt egy teljes lakosságcsere bizonyítékaként értelmezik, azonban Schramm érvelése szerint, ez "egészen másnak mutatkozik a régészeti leletek fényénél. Túlhaladott életformájába zárkózva az őslakosok nagy tömege nyilvánvalóan továbbélt a katonai alakulatok és az újtelepesek mellett, anélkül hogy nagyobb tömegük összeolvadt volna a bevándorlókkal." Kevés, mindössze 12 város létezett egymástól messze szétszórva, a hadseregben pedig csak nagyon kevesen beszéltek latinul, mert ez az az időszak, amikor alapjaiban változott meg az újoncállítási gyakorlat. Emiatt mind a városok, mind a hadsereg romanizációs hatása elhanyagolható. Utóbbinak akkor lett volna nagyobb szerepe benne, ha lényegesen több veteránkolóniát alapítottak volna, mint amennyit Daciában feltételezhetünk.

## Gazdaság és társadalom
A római hatalom megszilárdulásával elkezdődött az úthálózat kiépülése. A birodalom belseje felé állandó kőhíd vezetett át a Dunán. A tartomány székhelye Ulpia Traiana Sarmizegetusa lett. Katonai táborok, s mellettük városok épültek, mint Apulum (ma: Gyulafehérvár) a Maros partján vagy a Kis-Szamos parti Napoca (ma: Kolozsvár). Az ércbányászat fellendült az Erdélyi-érchegységben: központja Ampelum (ma: Zalatna) volt. Az aranybányák állami kézben voltak, s felszíni és tárnás művelés folyt. A bányákban a birodalom különböző részeiből hozott munkások dolgoztak.
A provincia lakossága elsősorban a birodalom minden szegletéből ide sereglett népek (főleg a dunai provinciák – Pannonia, Dalmatia, Noricum) alkották. A Severus-korban jelentős keleti (Palymr) népesség érkezik Daciába, de számos kis-ázsiai, anatóliai csoportot is ismerünk feliratokról, főleg városi környezetből. A provincia teljes népességét nehéz megbecsülni, a kortárs szakirodalmi becslések 500.000 és 1 millió között vannak. Egyelőre nehéz bizonyítani a helyi, dák lakosság jelenlétét, ám az elmúlt évek régészeti felfedezései arra utalnak, hogy élénk kapcsolat volt a dákok és rómaiak között a provincia fennállása idején is. A provincia lakosságának jelentős részét (több mint 55.000 fő) a katonaság tette ki, így Daciát jellemzően katonai provinciának nevezik. A katonák Kr. u. 168 után két légiótáborban (Apulum – Gyulafehérvár és Potaissa – Torda) és közel száz más auxiliáris táborban, megfigyelőtoronyban és vidéki katonai állomáson élt. A katonaság erőteljes jelenléte és a rendkívülinek számító, igen hosszú Limes-szakasz alapvető jellegzetessége volt a provinciának, amely a városias települések kialakulását is meghatározta. A provinciában a táborok kiépülését követően jöttek létre a települések és döntő többségük a katonaság jelenlététől függött. Az első és egyetlen alapított város (colonia deducta) a főváros, Ulpia Traiana Sarmizegetusa volt, a többi városi rangot kapott település (Apulum kettős városa, Drobeta, Romula, Potaissa, Porolissum, Tibiscum, Dierna, Ampelum) katonai tábor mellett kialakult vicusból vagy canabae-ból jött létre. Máig kérdéses, hogy a Kolozsvár alatt nyugvó Napoca is katonai tábor mellett jött-e létre, de az analógiák azt mutatják, hogy ez sem lehetett kivétel. A provincia Hadrianus idején három részre szakadt, amely struktúrát Marcus Aurelius újra átrajzolta 168-ban. Ezt követően a szenátori rangú kormányzó Apulumban székelt, amelyek impozáns, 13.000 négyzetméteres területen elterülő palotáját Cserni Béla tárta fel a XIX. század végén. Dacia falusias és városon kívüli településeit – bár számukat a kortárs légirégészeti kutatásokat követően több százra becsülték – egyelőre kevésbé kutatták a régészek. Hasonlóan kevéssé dokumentáltak a provincia római temetői, ezek közül leginkább az apulumi és porolissumi temetőket kutatták az elmúlt években.
A provincia kevesebb, mint 170 éves fennállása alatt több ezer latin, görög és sémi felirat keletkezett. Ezek döntő többsége a két nagy városra (Ulpia Sarmizegetusa, Apulum) és territóriumára összpontosult. Igen gazdag ezek közül a vallásos régészeti anyag: a provincia területén azonosított mintegy 140 római szentélyből több ezer szobrászati és kisplasztikai munka származik. A katonai és vallási építészeten kívül, jelentősek voltak még a városi villák (domusok) is, amelyeket Apulumban, Sarmizegetusán és Napocán is feltártak a régészek.

## Hanyatlása
A 3. századi háborúkban Pannóniával együtt Dacia is hadszíntérré vált. A gótok bevonulása állandósította a harcokat. Mivel Dacia nem tudta megvédeni mögöttes területeit, mint az Pannónia esetében egészen a nagy népvándorlás koráig sikerült, Aurelianus a tartomány kiürítése mellett döntött. 270-ben visszaverte a gótokat, de a provincia lakosságát áttelepítette Moesiába. Dacia közel 170 éves római uralom után ismét a barbárok földje lett.
Eutropius Róma rövid története című művében így olvashatunk erről az eseményről (9:15):
"Urbem Romam muris firmioribus cinxit. Templum Soli aedificavit, in quo infinitum auri gemmarumque constituit. Provinciam Daciam, quam Traianus ultra Danubium fecerat, intermisit, vastato omni Illyrico et Moesia, desperans eam posse retinere, abductosque Romanos ex urbibus et agris Daciae in media Moesia collocavit appellavitque eam Daciam, quae nunc duas Moesias dividit et est in dextra Danubio in mare fluenti, cum antea fuerit in laeva."
Aurelianus Róma városát erősebb falakkal vette körül. Építtetett egy templomot a Napnak, melyben hatalmas mennyiségű aranyat és drágakövet helyezett el. Dacia provinciát, melyet Traianus hozott létre a Duna túloldalán, feladta; miután az egész Illyricum és Moesia elnéptelenedett, nem volt képes megtartani. A római polgárokat, eltávolította Dacia városaiból és földjeiről, letelepítette őket Moesia belsejébe Daciának nevezve azt, ami most a két Moesiára oszlik és ami a Duna jobb felén van, amint az a tenger felé fut, minthogy Dacia korábban a bal oldalon volt.

## Történeti kronológiája
| Időpont           | Esemény |
| ----------------- | --- |
| 101-102           | Traianus császár első dák-római háborúja. Nicopolis ad Istrum és Tropaeum Traiani majdani városok helyszínén a rómaiak nehéz győzelmet aratnak. Békekötés Decebalus királlyal. Fiatal dák katonák besorozása a római hadseregbe (Britannia, Aegyptus) |
| 103-105           | Apollodoros felépíti az első dunai hidat Drobetánál. A világ akkori leghosszabb hídja. |
| 105-106           | második dák-római háború. A dák főváros és erődítmények eleste, a dák király, Decebalus a mai Kelet-Erdély területére menekül, öngyilkos lesz. Fejét Tiberius Claudius Maximus viszi Rómába. |
| 106. augusztus 11 | az első katonai diploma Dacia területéről jelezheti a háború befejezését. Három legio (IV Flavia Felix, XIII Gemina, I. Adiutrix) a provinciában. |
| 106-107           | Traianus 123 napos triumphusa Rómában. A Forum Traiani és a háború emlékoszlopának felépítése. |
| 106-109           | Iulius Sabinus, a provincia első kormányzója. Census provinciae, lex et formam provinciae. Létrejön a provincia alapító törvénye. |
| 106-117           | a provincia Traianus korában. Útépítés, római infrastruktúra kiépítése, első katonai és civil települések. A római bányák létrejötte Verespatakon. Colonia Sarmizegetusa (Várhely) megalapítása. Dacia Augusti Provincia érmék kibocsájtása. |
| 114               | I. Adiutrix legio elhagyja a provinciát. |
| 117. augusztus 13 | Traianus halála, Hadrianus az új császár. |
| 117 ősze          | jazig és roxolán támadások, C. I. Q. Bassus kormányzó elesik a csatákban. Hadrianus fontolgatja a provincia feladását. |
| 118               | Q. Marcius Turbo átveszi a provincia katonai vezetését. Hadrianus a Duna partján tartózkodik, sikerül visszaverni a támadást. Feladja Munténia, Dél-Moldova részeit. IV Flavia Felix elhagyja Berzobist. |
| 118-119           | a provincia újraszervezése: három részre osztja (Dacia Porolissensis, Superior, Inferior), városiasodás (Drobeta, Romula, Napoca municípiumi rangot kapnak). A kormányzó Apulumban székel majd. Viszonylag békés időszak, a provincia falusias jellegű települései fokozatosan nőnek (pagus Apulensis például).                                                                            |
| 132               | Colonia Sarmizegetusa aqeductusa kiépül. |
| 138-161           | Hadrianus halála, Antoninus Pius lesz a császár. |
| 140-144           | újabb roxolán támadások, dák mozgolódások. Élénk katonai kapcsolatok Mauretania és Dacia között. |
| 150-158           | több jelentős kormányzó provinciák élén (M. Sedatius Severianus, L. Iulius Proclus) akik jelentős építkezéseket kezdeményeznek a főbb városokban. |
| 156-158           | szabad-dák betörések az északi határ környékén. |
| 161               | Antoninus Pius halála, Marcus Aurelius és Lucius Verus társcsászárok. |
| 161-166           | az “antoninusi járvány” (talán pestis), feltehetőleg Dacia területén is jelentkezik. |
| 166-175           | az első ún. markomann-háború (Bellum Germanicum et Sarmaticum) |
| 167               | súlyos támadások Daciában, a fővárost Sarmizegetusát is megtámadják. Az Alburnus Maior-i (verespataki) viaszos táblácskák elrejtésének ideje. |
| 168               | az V. Macedonica legio-t áthelyezik Potaissa (Torda) területére. A provinciában ismét két legio lesz, szenátori rangú provinciává minősül ismét. A második átalakítása a provinciának: Dacia Porolissensis, Apulensis, Malvensis. M. Claudius Fronto együtt irányitja Moesia Inferior és Dacia Apulensis hadseregét. A pagus Apulensisből municipium lesz (municipium Aurelium Apulensium) |
| 169-170           | P. Helvius Pertinax a majdani császár Sarmizegetusában procurator. |
| 170-172           | háború a costobocusok ellen. |
| 175               | béke a rómaiak és a barbárok között. A jazigok átjárhatnak Dacia területén kereskedelmi céllal keletre. |
| 177-180           | második markomann-háború. A hármas Daciát Pertinax, a majdani császár vezeti, Apulumban székel. |
| 180               | Marcus Aurelius halála Vindobonában (a mai Bécs), Commodus az új császár. |
| 180-185           | 12.000 dák kap földet Dacián belül. Mozgolódások a provinciában, leverik a lázadásokat. Apulum civil településéből colonia lesz. |
| 193               | Commodus halála, Pertinax a császár 87 napig. |
| 193 március       | civil háború, több ellencsászár. A dunai provinciák a pannoniai kormányzót, Septimius Severust támogatják. |
| 193-197           | Septimius Severus legyőzi ellenfeleit, a dunai légiók segítségével. |
| 197               | új városalapitási hullám a régióban, igy Daciában is (Dierna, Tibiscum, Ampelum, Porolissum, Potaissa, Apulum II municipiumok), Romula és Drobeta colonia rangot kapnak. Potaissa is később colonia rangot kap. Fejlődő városok, számos építkezés és nagyszabású projekt indul. |
| 211               | Septimius Severus halála. Caracalla és Geta társcsászárok. |
| 212               | Geta meggyilkolása. Caracalla egyeduralomra tör, kihirdeti a Constitutio Antoniniana-t, állampolgári jogot ad a szabad embereknek a teljes birodalomban. A történelem első és legnagyobb szabású jogváltozása. 212-217: Caracalla és anyjának, Iulia Domnának uralma. Egyesek szerint Daciában is jár 214-ben. Számos szobor és építkezés hirdeti neveiket, erősödő császárkultusz.        |
| 212-217           | Caracalla és anyjának, Iulia Domnának uralma. Egyesek szerint Daciában is jár 214-ben. Számos szobor és építkezés hirdeti neveiket, erősödő császárkultusz. |
| 217               | Caracalla meggyilkolása, Macrinus rövid uralma. Dák támadások Dacia határán. |
| 218-222           | Elagabalus uralkodása. |
| 222-235           | Severus Alexander uralkodása. Az utolsó fénykora Daciának, számos nagyszabású építkezés Sarmizegetusa területén (második Palmyr templom). |
| 235 március       | Severus Alexander meggyilkolása, a katonacsászárok kora. |
| 235-236           | szarmata és szabad-dák betörések. |
| 242               | karpok támadása Moesia területén, Daciában is készültség. |
| 246               | Dacia saját pénznemmel rendelkezik rövid ideig. |
| 246-247           | karpok támadása Daciában. Philippus Arabs császár Daciában. Gótok és gepidák összecsapása észak Daciában vagy a mai Szilágyságban. |
| 247-248           | újraépítési hullám, Romula új erődítményt kap. |
| 249-251           | Decius uralkodása. Relatív békés időszak, Apulum II. talán colonia rangot kap, az utolsó nagy feliratok állítása a provincia területén. |
| 255-258           | a Potaissa-i Azisos templom félépítése, az utolsó nagy szentély Daciában. A légiók Gallienust támogatják. |
| 260 után          | a barbár támadások állandósulnak, a provincia fokozatos kiürítése északról dél irányba (érme-kincsek és feliratok száma nő délen). |
| 270-275           | Aurelianus uralma. Dacia feladása, a két legio és a római adminisztráció kivonul. A római állampolgárok nagy része fokozatosan elhagyja a régiót (több éves, évtizedes folyamat). Az egykori provincia területe nem lesz laktalan, de politikai entitás nem lesz a területén. |
| 324-337           | az egykori déli daciai városok (Dierna, Drobeta, Romula) utolsó római virágzása Constantinus császár idején. Erdély területére bevonulnak a nyugati gótok. |

## Települései

### A római városok kialakulása Daciában
Daciában a rómaiak először katonai táborokat (castrumokat) építettek, amelyeket stratégiai szempontok alapján teljesen új helyszíneken hoztak létre. Ezek az erődök kezdetben kizárólag a légiók és segédcsapatok állomáshelyei voltak, azonban idővel a környezetükben polgári települések (canabae) alakultak ki, amelyek a katonai táborok kiszolgálását biztosították. Ahogy ezek a települések növekedtek, fokozatosan városi rangot kaptak, és regionális központokká fejlődtek. Dacia tartomány városai többnyire korábbi települések neveit örökölték, kivéve Romula esetét. Ugyanakkor a római városok nem közvetlenül a dák települések helyén épültek, hanem azoktól távolabb vagy eltérő földrajzi adottságokkal rendelkező területeken. A dák Apoulon erődítmény például Kecskekő hegyén, mintegy 1000 méteres magasságban állt, míg az ezt követő római város, Apulum, 18 kilométerrel távolabb, a Maros völgyében helyezkedett el. Hasonló módon a dák Porolissum a mai Mojgrád határában feküdt, míg a római város két kilométerrel délebbre és alacsonyabb tengerszint feletti magasságban épült. A római települések alapításának módja és azok városi rangra emelésének indokai sokrétűek, és nem minden esetben ismertek. Ulpia Traiana Sarmizegetusa például colonia deductio útján jött létre, vagyis Dacia meghódításában részt vevő veterán katonákat telepítettek le itt. Más esetekben a már meglévő légiós táborok képezték a városok kialakulásának alapját. Apulum első települése is egy ilyen katonai tábor köré szerveződött. Később a római hatalom a V. Macedonica és a XIII. Gemina légiók hűségét azzal jutalmazta, hogy a légiók állomáshelyei mellett új településeket emeltek városi rangra. Ennek eredményeként Apulum egy második városi központot kapott, míg Potaissa, amely eredetileg római erődként szolgált, municipium rangot nyert, és fokozatosan várossá fejlődött. A segédcsapatok táboraival összekapcsolódó polgári települések szintén jelentős szerepet játszottak a városiasodás folyamatában. Ilyen módon alakultak ki olyan települések, mint Porolissum és Tibiscum, amelyek a katonai létesítmények körül fokozatosan fejlődtek városokká.

### A városok szerkezete és infrastruktúrája
A római városok szerkezete szabályos geometrikus elrendezést követett. A város központjában, a két fő utca kereszteződésénél helyezkedett el a fórum, amely a közigazgatási, gazdasági és vallási élet központja volt. Az utcahálózat a fő tengelyekből kiindulva rácsos szerkezetet alkotott, a településeket pedig gyakran négyszögletes alaprajzú városfal vette körül. Az idő előrehaladtával azonban a falakon kívül új negyedek alakultak ki, amelyek túlnyúltak az eredeti városszerkezeten, és kötetlenebb fejlődési mintát követtek. A várostervezésben alapvető előírás volt, hogy a temetkezési helyeket, azaz a nekropoliszokat, a városfalakon kívül kellett elhelyezni, és a tűzveszélyes vagy egyéb szempontból ártalmas gazdasági tevékenységeket, például a kemencéket, szintén a településen kívülre száműzték. A dáciai városok Róma mintáját követték, és lehetőségeikhez mérten igyekeztek hasonló középületeket létrehozni. Ennek eredményeként megjelentek a burkolt utcák és terek, vízvezetékek, fórumok, templomok, fürdők, amfiteátrumok, valamint egyéb középületek, amelyek a városi élet központi elemeit képezték.

### A városok jogállása és kiváltságai
A városi élet számos előnnyel járt, beleértve a gazdasági és kulturális lehetőségeket, valamint a lakosság és a vagyon védelmét. Azok a római polgárok, akik olyan településeken éltek, amelyek italikus jogot (ius Italicum) kaptak, különféle kiváltságokban részesültek, elsősorban adómentesség formájában. A források szerint, Daciában Ulpia Traiana Sarmizegetusa, Apulum, Potaissa, Napoca, valamint feltételezhetően Dierna rendelkezett ezzel a jogállással. Az italikus jog birtokában ezek a városok mentesültek bizonyos közvetlen adók, például a fejadó (tributum capitis) és a földadó (tributum soli) megfizetése alól. A városi jogállás elnyeréséhez bizonyos népességszámra volt szükség, amelyet valószínűleg elsősorban római polgárok alkottak. Emellett meghatározott gazdasági és urbanisztikai fejlettségi szint is elengedhetetlen volt. Ugyanakkor ez nem jelentette azt, hogy minden jelentős település, amely megfelelt ezeknek a feltételeknek – például Micia –, automatikusan városi rangot kapott. Dacia urbanizációja jogi értelemben fokozatosan haladt előre, amelyet a települések városi státuszának elismerése is tükrözött. Traianus uralkodása alatt egy város jött létre, Ulpia Traiana Sarmizegetusa. Hadrianus idején három település – Romula, Drobeta és Napoca – kapott városi rangot, míg Marcus Aurelius uralkodása alatt Apulum I vált várossá. A fennmaradó települések, így Apulum II, Potaissa, Dierna, Tibiscum, Ampelum és Porolissum bizonyosan vagy feltételezhetően Septimius Severus idején nyerték el ezt a státuszt.
A történelmi források szerint Dacia provincia területén tizenegy római város jött létre. Ezek közül nyolc colonia, négy pedig municipium rangot kapott. Az eltérés abból adódik, hogy Apulum két különálló településből állt, amelyek eltérő módon jöttek létre: az egyik colonia, a másik pedig municipium rangot kapott. Ezért a települések száma nem feltétlenül egyezett meg a hivatalos városi rangok számával. A települések mellett a római erődök (castrumok) is jelentős szerepet töltöttek be.
| Római név                   | Teljes latin név                           | Mai ország és név | Leírás |
| --------------------------- | ------------------------------------------ | ----------------- | --- |
| Centum Putei                |                                            | Nagyszurduk       | erőd |
| Tibiscum                    | Municipium Tibiscensium                    | Karánsebes        | erőd |
| Ulpia Traiana Sarmizegetusa | Colonia Dacica Ulpia Traiana Sarmizegetusa | Várhely           | A provincia székhelye, korábban dák székváros. |
| Micia                       |                                            | Vecel             | Erőd a Maros mentén. |
| Germisara                   |                                            | Algyógy           | A Maros mentén |
| Apulum I.                   | Colonia Aurelium Apulense                  | Gyulafehérvár     | Légiós tábor a Maros mentén. A tábortól délre alakult ki az első katonai település, amely később Colonia Aurelia Apulensis néven colonia rangot kapott. |
| Apulum II.                  | Municipium Septimium Apulens               | Gyulafehérvár     | A légiós tábortól északkeletre és délkeletre kialakult második település, mely Septimius Severus uralkodása alatt municipium rangot kapott.             |
| Ampelum                     | Municipium Ampelum                         | Zalatna           | |
| Alburnus Maior              |                                            | Verespatak        | |
| Salinae                     |                                            | Felvinc           | A Maros mentén |
| Potaissa                    | Municipium Septimium Potavissensium        | Torda             | Légiós tábor a Maros mentén, amelyet Severus uralkodása alatt colonia rangra emeltek.                                                                   |
| Napoca                      | Municipium Aelium Hadrianum Napocensis     | Kolozsvár         | Erőd a Szamos mentén. Commodus uralkodása alatt colonia rangra emelkedett.                                                                              |
| Porolissum                  | Municipium Septimii Porolissensis          | Mojgrád           | Légiós tábor, Dacia Porolissensis székhelye |
| Samum                       |                                            | Alsókosály        | erőd |
| Dierna                      | Municipum Dierna                           | Orsova            | Erőd a Duna mentén. |
| Ad Mediam                   |                                            | Mehádia           | erőd |
| Drobeta                     | Municipium Aelium Hadrianum Drobetense     | Turnu Severin     | Erőd a Duna mentén. Severus uralkodása alatt colonia rangot kapott.                                                                                     |
| Romula (Malva)              | Colonia Malva                              | Reşca             | Municipium, majd colonia, Dacia Malvensis székhelye |
| Pons Aluti                  |                                            | Ioneşti           | Erőd az Olt mentén |
| Castra Traiana              |                                            | Dăești            | Erőd az Olt mentén |
| Arutela                     |                                            | Căciulata         | Erőd az Olt mentén |
| Praetorium                  |                                            | Copăceni          | Erőd az Olt mentén |
| Caput Stenarum              |                                            | Bojca             | Erőd az Olt mentén |
| Angustia                    |                                            | Bereck            | erőd |

Dacia provincia területéről ismert néhány dák település neve is: 
| Dák név   |  | Mai ország és név | Leírás             |
| --------- |  | ----------------- | ------------------ |
| Lederata  |  | Palánka           | Erőd a Dunánál.    |
| Arcidava  |  | Varadia           | dák erőd           |
| Berzobis  |  | Resicabánya       | dák erőd           |
| Sucudava  |  | Corabia           | Erőd a Duna mentén |
| Pezendava |  | Craiova           | dák erőd           |
| Acidava   |  | Enoșești          | dák erőd           |
| Buridava  |  | Stolniceni        | Erőd az Olt mentén |
| Cumidava  |  | Barcarozsnyó      | dák erőd           |